# Верджил Джакоміні
Верджил Джакоміні (англ. Virgil Jacomini, 30 травня 1899 — 4 жовтня 1984) — американський академічний веслувальник.
Олімпійський чемпіон 1920 року в складі вісімки.